# 謝徽
謝徽（?—?），字元懿，長洲人。
博學工詩文，與高啟齊名。弟謝恭亦能詩。洪武二年（1369年）參與編修《元史》，史成，授翰林國史院編修。不久擢吏部郎中，與高啟同時辭官歸里。洪武六年復起國子助教，卒。